# اسپالدینگ (کالیفرنیا)
اسپالدینگ، کالیفرنیا (انگلیسی: Spaulding, California:(قبلاً، اسپالدینگ تراکت) یک مکان تعیین شده برای سرشماری در لسن کانتی، کالیفرنیا است. این منطقه در سمت غرب ایگل لیک، ۳٫۴ کیلومتری شرق و شمال شرقی کوه ویلبک و ۳ کیلومتر (۴٫۰۸کیلومتر) شمال شرقی ایگل لوژ در ارتفاع ۵۱۳۸ فوت (۱۵۶۶ متر) واقع شده‌است.